# Cymatura tarsalis
Cymatura tarsalis är en skalbaggsart som beskrevs av Aurivillius 1914. Cymatura tarsalis ingår i släktet Cymatura och familjen långhorningar.
Artens utbredningsområde är Kenya. Inga underarter finns listade i Catalogue of Life.